# Synagoge (Esslingen)

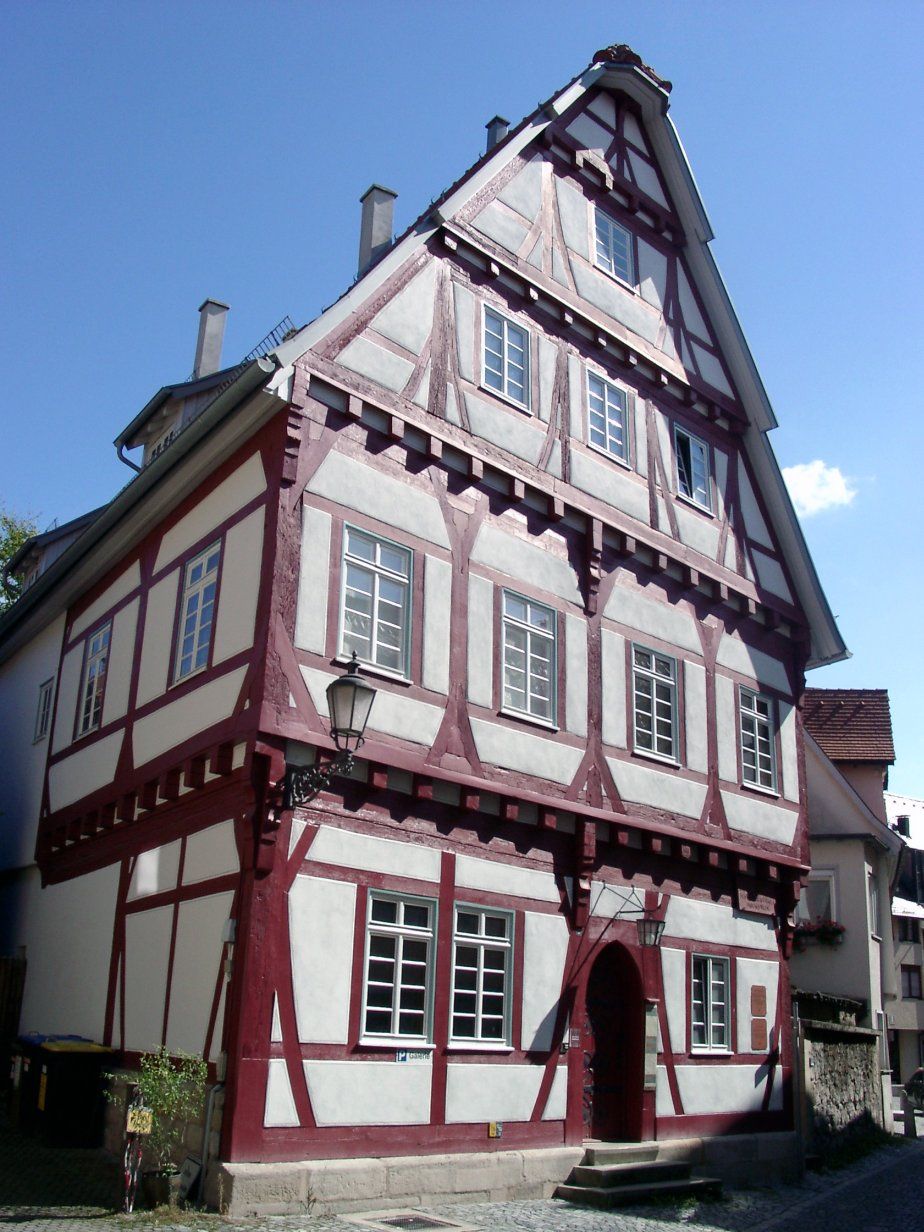
Synagoge in Esslingen

Die Synagoge in Esslingen befindet sich im Heppächer 3 in Esslingen am Neckar (Baden-Württemberg). Das frühere Zunfthaus der Schneider wurde 1819 zur Synagoge umgebaut, 1938 geschändet und dient seit März 2012 wieder als Synagoge.

## Geschichte
Anfang 1819 erwarb die Jüdische Gemeinde Esslingen ein zweistöckiges Fachwerkhaus im Heppächer, das frühere Zunfthaus der Schneider, das bis September 1819 zu einem jüdischen Gemeindezentrum mit Synagoge, Unterrichtsraum und Vorbeterwohnung umgebaut wurde. 1889/90 wurde das Haus renoviert, wobei der Betsaal im ersten Stock eine neue Einrichtung und Bestuhlung erhielt. In der Reichspogromnacht 1938 wurde die Synagoge geschändet.
Nach 1945 wurden am Gebäude mehrere Gedenk- und Hinweistafeln angebracht. 1949 bis 1986 diente es als „Jugendhaus Stadtmitte“, danach befand sich hier eine private Galerie. Seit März 2012 wird das Gebäude wieder als Synagoge genutzt. Betreut wird die jüdische Gemeinde vom Rabbiner Yehuda Pushkin.